# Colostygia nigrotaeniata
Colostygia nigrotaeniata är en fjärilsart som beskrevs av Leo Schwingenschuss 1920. Colostygia nigrotaeniata ingår i släktet Colostygia och familjen mätare. Inga underarter finns listade i Catalogue of Life.